# 高砂北口駅
高砂北口駅（たかさごきたぐちえき）は、かつて兵庫県高砂市高砂町朝日町にあった日本国有鉄道（国鉄）高砂線の駅である。

## 歴史
- 1930年（昭和5年）7月10日：播丹鉄道の高砂北口停留場として開業[1]。
- 1943年（昭和18年）6月1日：播丹鉄道線が国有化、鉄道省高砂線の高砂北口駅となる[1]。
- 1970年（昭和45年）10月1日：荷物の取扱いを廃止[1][2]。無人化[3]。
- 1984年（昭和59年）12月1日：廃止[1]。

## 駅構造
単式ホーム1面1線を有していた地上駅。1970年（昭和45年）ごろに無人駅化され、それまであった木造駅舎は取り壊された。
駅の北側正面に山陽電気鉄道電鉄高砂駅があった。山陽電鉄と加古川方面との乗り継ぎ駅的な役割があったため、高砂線内の駅としては利用客が多い方であった。

## 駅周辺
- 山陽電気鉄道高砂駅
- 三菱製紙高砂工場
- 加古川
- 兵庫県立高砂高等学校

## 現況
跡地は現在、駐輪場となっている。

## 隣の駅
日本国有鉄道
高砂線
尾上駅 - 高砂北口駅 - 高砂駅